# Österbrunn

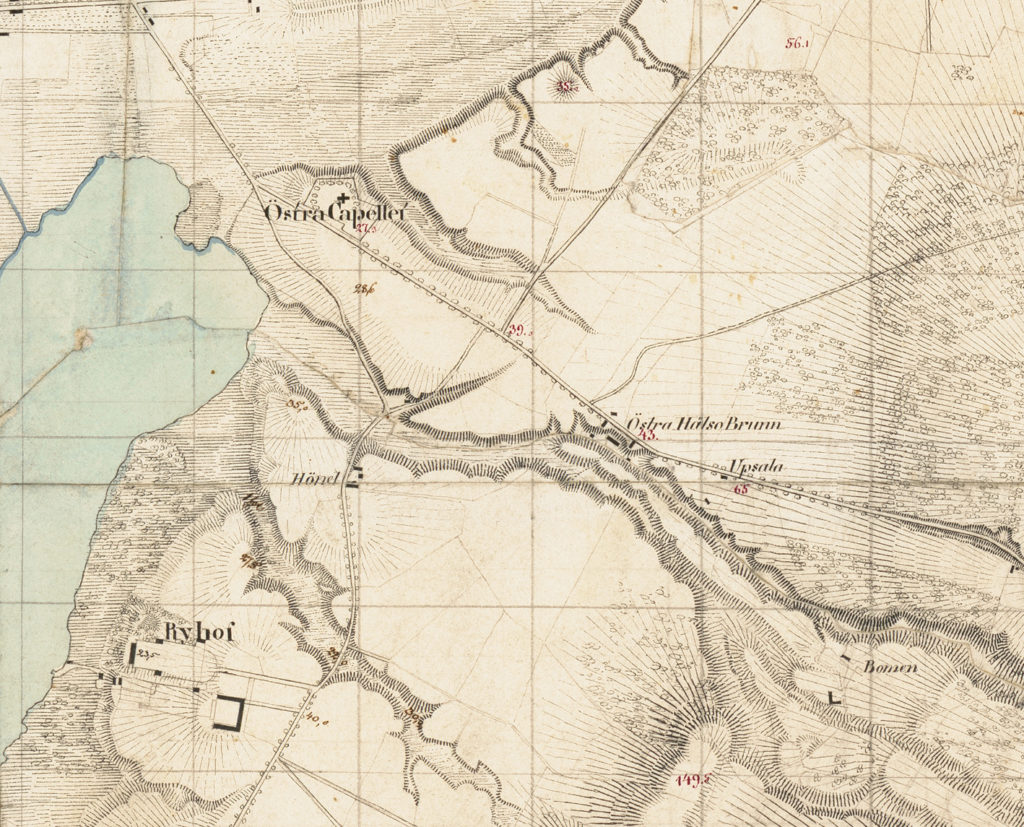
Österbrunn på en militär rekognoseringskarta från 1821

Österbrunn, tidigare Marendal, var under senare delen av 1700-talet och 1800-talet en av de båda lokalt frekventerade hälsobrunnarna utanför Jönköping. Den andra var Vesterbrunn, som låg nära Munksjöns södra strand.
Österbrunn låg sydost om staden utmed vägen till Västra Jära och Tenhult, omkring en halv kilometer sydost om Östra kapellet. Platsen hamnade senare inom Smålands artilleriregementes kasernområde. Anders Magnus Wåhlin, som blev provinsialläkare i Jönköping 1756, var en av dem som förespråkade stadens hälsobrunnar.
Marendal kom att kallas Österbrunn och brunnen Lindahl vid Munksjön döptes om till Vesterbrunn. Att dricka brunn var inte bara en hälsokur, utan det blev en del av tidens rekreation och nöjesliv. Österbrunn ansågs som något förnämare än stadens andra hälsokälla Vesterbrunn.